# 1998 RU15
1998 RU15 är en asteroid i huvudbältet som upptäcktes den 4 september 1998 av Beijing Schmidt CCD Asteroid Program vid Xinglong-observatoriet.
Asteroiden har en diameter på ungefär 4 kilometer.